# Plesiocystiscus aphanospira
Plesiocystiscus aphanospira is een slakkensoort uit de familie van de Cystiscidae. De wetenschappelijke naam van de soort is voor het eerst geldig gepubliceerd in 1913 door Tomlin.